# エレファンテック
エレファンテック株式会社（旧:AgIC）は、東京都中央区に本社および工場を置く、プリンテッド・エレクトロニクス技術を手がけるスタートアップ企業。
独自の製造方法で、フレキシブル基板を製造および販売をしている。

## SustainaCircuits
SustainaCircuits™'は「必要な部分にのみインクジェットプリンターで金属ナノ粒子を印刷し、さらに無電解めっき技術で金属を成長させる」ピュアアディティブ®法によって製造される環境に優しい電子回路基板である。

## 沿革
- 2014年
  - 1月 - AgIC株式会社として設立
  - 3月 - Kickstarterでプロジェクトを開始（AgIC Circuit Marker）[7]
  - 3月 - 約800万円をクラウドファンディングにより資金調達[8]
  - 6月 - 「Microsoft Innovation Award 2014」で最優秀賞を獲得[9]
  - 9月 - 「AgIC Circuit Marker」発売開始[10]
  - 11月 - 「TechCrunch スタートアップバトル2014」優勝[11]
- 2015年
  - 1月 - TomyK Ltd.、East Ventures、Yoren Ltd.などから、総額1億円調達[12]
  - 3月 - AgIC 大判プリントをSXSWにて発表[13][14]
- 2016年
  - 2月 - Beyond Next Ventures、セメダインなどから総額1億7500万円の資金調達[15]
  - 6月 - インクジェットプリンタによる「回路試作インクキット」販売開始[16]
  - 8月 - インクジェット印刷回路のオンデマンド製造サービス「AgICオンデマンド」を開始[17]
  - 8月 - セメダインと共同開発した導電性接着剤「ノーソルダー」を発売[18]
- 2017年
  - 5月 - フレキシブル基板試作サービス「AgICオンデマンドAP-2」を開始[19]
  - 7月 - フレキシブル基板の商品名を「P-Flex®」に変更[20]
  - 7月 -  部品実装サービス開始[21]
  - 9月 - エレファンテック株式会社へ商号変更[22]
  - 9月 - Beyond Next Ventures株式会社、株式会社産業革新機構などから約5億円の資金調達[23][24]
  - 12月 - 薄型P-Flex®（50µm）をリリース[25]
- 2018年
  - 1月 - エレファンテック本社・および工場を東京都文京区本郷から東京都中央区八丁堀に移転[26]
  - 7月 - 経済産業省「J-Startup 企業」に認定される[27]
- 2019年
  - 2月 - ISO9001（品質マネジメントシステム） 及び ISO14001認証（環境マネジメントシステム）を取得[28]
  - 7月 - セイコーエプソン株式会社と資本業務提携[29]
  - 7月 - 代表取締役社長の清水信哉が「日本版SBIR制度の見直しに向けた検討会」の委員に就任[30]
  - 10月 - 三井化学と戦略的提携[31]
  - 10月 - NEDO2019年度 戦略的省エネルギー技術革新プログラム に採択[32]
  - 11月 - セイコーエプソン株式会社、三井化学株式会社、住友商事株式会社、タカハタプレシジョン株式会社、JA三井リース株式会社、CBC株式会社、結VC1投資事業有限責任組合、MMCイノベーション投資事業有限責任組合、株式会社O2の計9社から18億円の資金調達を行い大型量産実証拠点設立へ[33]
- 2020年
  - 4月 - AMC（アディティブマニュファクチャリングセンター）設立[34]
  - 7月 - インク吐出評価サービス開始[35]
  - 10月 - 日清紡メカトロニクスとの間でIMPC技術を用いたADAS搭載車向け成形部品の開発について基本合意[36]
- 2021年
  - 2月 - 大型量産実証拠点稼働[37]
  - 3月 - Japan Venture Awards 2021で「JVA審査委員会特別賞」を受賞[38]
  - 4月 - Mizuho Innovation Award 2021年4-6月期受賞[39]
  - 5月 - レーザー加工とインクジェット技術を併用したP-Flex® PIの受注開始[40]
  - 9月 - 高速無電解めっきを活用した厚膜 P-Flex® PI の受注開始[41]
  - 10月 - Ni電極・配線インクジェットプロセス開発と評価を開始[42]
  - 10月 - スタートアップ・エコシステム　東京コンソーシアム「ディープ・エコシステム」の支援対象企業に選定される[43]
  - 10月 - P-Flex® PI UL難燃性規格V-0認証取得[44]
  - 11月 - 元トヨタフリートリース株式会社取締役の野田一彦が常勤監査役に就任[45]
  - 12月 - 大規模量産実証拠点AMC名古屋がISO9001及びISO14001認証取得[46]
- 2022年
  - 3月 - LCA評価に基づくCO2削減効果および水消費量削減効果の定量評価を公開[47]
  - 4月 - ファッション・テキスタイルロスゼロを目指すポリエステル抜染技術『ネオクロマト加工』を日華化学と共同開発[48]
  - 5月 - 電解金めっきで表面処理した P-Flex® PI サンプル提供開始[49]
  - 5月 - 新木場 R&D センター稼働開始[50]
  - 6月 - 2022年度NEDO「研究開発型スタートアップ支援事業／地域に眠る技術シーズやエネルギー・環境分野の技術シーズ等を活用したスタートアップの事業化促進事業」に採択[51]
  - 7月 - 2022年度NEDO「研究開発型スタートアップ支援事業／Product Commercialization Alliance（PCA）」に採択[52]
- 2023年
  - 10月 - シリーズDの追加ラウンドとして、同年4月~10月にかけて約17.7億円（シリーズD累計約39.3億円）の資金調達を実施[53]
  - 11月 - LITE-ON Technology Corporationと低炭素プリント基板の量産化推進に向けた協業覚書 (MoU) を締結[54]
- 2024年
  - 5月 - AI技術を用いた高精度インクジェット製造技術NeuralJet™ を発表[55]
  - 8月 - 製品名を P-Flex から SustainaCircuits™ へ変更[56]
  - 8月 - 第四世代印刷プラットフォームと、それを用いたPCB量産機｢ELP04-PCB｣を発表[57]

## メディア
- 2014年
  - 東大発のAgIC、インクジェットプリンターをプリント基板プリンターに変えるDIY KitプロジェクトをKickstarterで展開中[58]
  - ITベンチャーはKickstarterを目指せ![59]
  - 電子工作と私 ～AgIC編～[60]
  - ものづくりスタートアップが海外でクラウドファウンディングする際の注意点【応用編】[61]
  - 簡易回路制作ツールが開くペーパーエレクトロニクス業界の未来[62]
  - 誰でも電子回路が“描ける”AgICマーカーをMFT2014で体験しよう[63]
  - TC Tokyo 2014バトル優勝は、家庭用プリンタで電子回路を「印字」するAgIC！[64]
- 2015年
  - “回路を印刷・手書きできる技術”で未知の世界を描き出す――AgIC創業者が切り開いた、唯一無二のキャリアパス（前編）[65]
  - “楽な安定”はリスクでしかない――AgIC創業者が語る、これからの理系人材が持つべきキャリアコンパス（後編）[66]
- 2016年
  - オンデマンドで作れる「曲がる」電子回路／AgIC 杉本雅明[67]
  - 「全ての基板を置き換える」フレキシブル基板で産業を変革するAgIC[68]
- 2017年
  - 「AgICの技術は、既存の生産プロセスを根底から変える、世界で勝てる基礎技術なんです」エレファンテック株式会社（旧AgIC） 代表取締役社長 清水信哉さん[69]
  - ミラノデザインウィーク2017 インタビュー／杉本雅明（AgIC株式会社）[70]
  - あしたのコミュニティーラボ　─イノベーションを多産する文化装置!?「Todai to Texas」（前編）[71]
  - あしたのコミュニティーラボ　─イノベーションを多産する文化装置!?「Todai to Texas」（後編）[72]
- 2018年
  - ものづくりニュース　──エレファンテック、画期的なフレキシブル基板で新たな電子回路の時代を拓く[73]
  - 電子デバイス産業新聞　──エレファンテック、独自技術のFPC、医療機器分野に提案[74]
  - 経営者のための情報誌ニューリーダー　──連載 ナノテクの騎手たち(No.14)「低コストの印刷技術を武器に広くフレキシブル基板を普及」[75]
  - デザイン誌 「AXIS」2018年6月号　──特集記事「工業未来。」Realizing new crafts through encountering differences[76]
  - 「平成29年度ものづくり基盤技術の振興施策」（ものづくり白書）[77]
  - 次世代のフレキシブル基板「P-Flex🄬」の製造工場に潜入！ – エレファンテック株式会社訪問レポート[78]
  - 東大発スタートアップが仕掛けるプリント基板革命[79]
  - メイカーズから始まるイノベーション、ポイントは「やるかやらないか」[80]
  - 電子回路を印刷でスピード作製 – ヴィジョナリーに聞く！[81]
- 2019年
  - 週刊アスキー　──ハードウェアスタートアップを製造から支援するStartup Factory　──週刊アスキー ASCII STARTUP[82]
  - 化学工業日報　──エレファンテック FPC製造設備拡充[83]
  - 日経ビジネス　──プリント基板の新たな製造技術で7兆円市場に挑む[84]
  - NEDO Startup Future　──NEDO広報誌「Focus NEDO」第73号[85]
  - JPCA（一般社団法人日本電子回路工業会）　──回路形成に革新をもたらすインクジェット印刷とは　──JPCA機関誌『JPCA NEWS』7月号[86]
  - Todai To Texas運営事務局　──枠を超えていけ。エレファンテック株式会社 〜TTTアラムナイインタビューvol.1〜[87]
  - 産業機械健康保険組合　──環境に優しい新しい方法で、さまざまな電子デバイスの製造に挑む　──産業機械健康保険組合 健保だより[88]
  - 日本経済新聞　──エプソン、東大発企業と資本提携　印刷ヘッド部品を供給[89]
  - 日本経済新聞　──エプソン、東大発の新興と資本提携 印刷ヘッド部品供給[90]
  - 週刊BCN+　──エプソンがプリントヘッド外販を強化、スタートアップ企業に出資も[91]
  - ダイヤモンド社　── NEXT THE FIRST46 次世代を担う市場の開拓者[92]
  - 日刊工業新聞　──三井化学、東大VBと協業　フレキ基板の新工場 [93]
  - INCJ　──投資先のエレファンテックが三井化学と戦略的提携に合意[94]
  - fabcross　──三井化学とエレファンテックが戦略的提携——プリンテッド・エレクトロニクス分野の技術推進で協力[95]
  - 日刊ケミカルニュース　──三井化学とFPCメーカーと戦略的提携　ICT事業を拡大[96]
  - 日本経済新聞　──三井化学、 東大発企業と業務提携[97]
  - 日刊工業新聞　──三井化学、エレファンテック提携 ICT材料事業 拡大 [98]
  - 中部経済新聞　──三井化学、東大発スタートアップと連携　名古屋工場に基盤製造ライン導入[99]
  - 化学工業日報　──三井化学 FPC新興と戦略的提携 [100]
  - 電産新報　──エレファンテック フレキ本格量産[101]
  - 週刊ダイヤモンド 2019年 10/26号 [雑誌]　── (5年で大化け！サイエンス＆ベンチャー105発) 常識破りの印刷応用技術[102]
  - 日刊工業新聞　──輝け！スタートアップ（17）エレファンテック　新製法プリント基板を量産[103]
  - 日本経済新聞　──「印刷する」電子基板、量産へ　住商など協調出資[104]
  - 日本経済新聞　──セイコーエプソン、プリンターヘッドの外販拡大 エレファンテックと連携[105]
  - 電波新聞　──エレファンテック、IJ印刷で電子回路生産の大型量産実証拠点を設立[106]
  - 長野日報　──インクジェット印刷で電子回路　エプソンなど　"新しいものづくり"量産化[107]
  - 信濃毎日新聞　──インクジェット産業利用加速へ[108]
  - 日刊工業新聞　──エレファンテック 18億円調達[109]
  - fabcross　──大型量産実証拠点の設立へ——エレファンテック、18億円の資金調達を実施[110]
  - 日刊ケミカルニュース　──エレファンテック　FPC量産拠点設立へ18億円を調達[111]
  - オートメーション新聞　──エレファンテック、18億円の資金調達を実施、大型量産実証拠点設立へ[112]
  - ニュースイッチ　──「１兆円企業になれる」…新製法プリント基板を量産するスタートアップの実力[113]
  - 日経クロステック　──インクジェットで作るプリント基板にセイコーエプソンらが18億円出資する3つの理由[114]
  - FoundX Podcast #01　──「Why Now」 – 清水信哉さん[115]
  - 突き抜けるデザインマネジメント(日経BP)　──「突き抜けるデザインマネジメント」田子學（慶應義塾大学大学院特別招聘教授／エムテド代表）、田子裕子 (著)[116]
  - 日経産業新聞　──大型調達次の一手 印刷式の回路基板を量産[117]
  - 日経クロステック　──自動車のワイヤハーネスが不要に、「次世代フレキ」の衝撃[118]
  - New Leader　──印刷で電子回路を作りものづくりに貢献を[119]
- 2020年
  - 週刊エコノミスト　──エレファンテック 代表取締役社長 清水信哉 実用化まで試行錯誤の5年間[120]
  - NHKワールド JAPAN News　──Printed circuit board made by a Tokyo startup[121]
  - 電子デバイス産業新聞　──エレファンテック トヨタ従業員がレンタル移籍[122]
  - fabcross　──次世代フレキ基板で巨象を動かすエレファンテック —— ポスト・メイカームーブメントは始まっている[123]
  - 化学工業日報　──IJ駆使し立体配線部品、IJで[124]
  - fabcross　──エレファンテック、エプソン製ヘッドを用いた「インク吐出評価サービス」を開始[125]
  - 東洋経済　──すごいベンチャー100[126]
  - 日清紡メカトロニクスとエレファンテック、ADAS車向け開発で協業　樹脂と電子回路一体開発[127]
  - エレファンテック、ADAS搭載車向け成形部品の開発で日清紡メカトロニクスと基本合意を締結[128]
  - 日清紡メカトロニクス－エレファンテック、ADAS車部品、樹脂と配線一体、低コスト・23年量産へ[129]
  - 日本経済新聞　──エレファンテック社長　清水 信哉氏　車の軽量化、回路が担う[130]
  - MONOist　──曲面モニターの前面スイッチに、フレキシブルで低コストの片面FPCを採用[131]
- 2021年
  - 日本経済新聞　──回路基板のエレファンテック、名古屋で4月に量産開始スタートアップ[132]
  - 日刊工業新聞　──エレファンテック、電子基板拠点が稼働　リードタイム短縮[133]
  - 日経クロステック　──インクジェットで省エネ低コストのFPC　エレファンテックが量産開始[134]
  - fabcross　──エレファンテック、インクジェット技術による大型量産実証拠点稼働開始を発表[135]
  - 日刊自動車新聞　──エレファンテック、大規模量産実証拠点「AMC名古屋」が稼働[136]
  - 日刊工業新聞　──エレファンテック、フレキシブル基板量産　24年、月産2万㎡に[137]
  - 三井化学No.211_2021年春号　──日本の技術と強みを活かしグローバルスタンダードを目指す[138]
  - 日本経済新聞　──電子回路を印刷、日本のものづくりで持続可能な世界を[139]
  - fabcross　──インクジェットとレーザーの併せ技で微細かつスピーディー、エレファンテックのFPC新製品[140]
  - 日経ビジネス　──地球を救う「シン・メッキ」水使用量10分の1の電子回路基板[141]
  - 日刊ケミカルニュース　──エレファンテック　レーザー併用しFPC微細加工を開発[142]
  - MONOist　──レーザー加工とインクジェット印刷を組み合わせた片面FPCの受注開始[143]
  - 日経クロステック　──阪大がフッ素樹脂への接合に新手法　ミリ波アンテナでの活用期待[144]
  - CQ出版社 トランジスタ技術Jr.　──最新技術紹介　回路と樹脂の一体成形技術[145]
  - 化学工業日報　──【社説】「製造技術売り」でIJ市場つかめ[146]
  - 日刊工業新聞　──エレファンテック、FPCを高速無電解めっきで膜厚化[147]